# 過程主義考古學
過程主義考古學（Processual Archeology）又稱新考古學（New Archeology），是1960年代在北美流行的一個考古學派。這個學派的發起人，是當時在芝加哥大學任教的年輕考古學家路易斯·賓佛（Lewis Binford）和他的學生，朗格（William Longacre）、希爾（James Hill）和佛蘭內力（Kent Flannery）......等。賓佛注重研究人類活動的行為和過程，其基本主張為：“一、要對考古遺物的解釋進行嚴格的經驗檢驗；二、用經過嚴格檢驗的考古證據重建史前人類生活”，曾在考古學界引起巨大反響。在1980年代時，此理論經考古工作者介紹而進入中國學界。
1962年路易斯·賓佛在AA上發表的《Archaeology as Anthropology》，引用了Willey的話："如果考古學不是人類學的話，那麼就什麼都不是"。也就是說，他的基本立場在於：相信考古學必須充分地借用人類學的理論與資料。他的中心思想可以簡述為：
- 人類的文化下由數個「子系統」（subsystem）組成，要清楚了解文化則需仔細研究每個子系統
- 他相信考古學資料與現生族群之間的連繫有可靠的關聯性（The middle range），因此可以運用民族誌類比的方式，為考古學重建文化和增加認識
- 他們反對法蘭茲·鮑亞士以來的「歷史特殊論」（Historical Particularism）那種精細研究單一文化的面貌，他們相信了解文化變遷的過程比了解文化本身更重要－因此稱為過程學派
- 秉持著文化生態學（Cultural Ecology）的態度，相信文化是因為適應（Adaptation）而產生變遷
- 重視科技性的研究方法
- 重視理論和方法學在考古學上的應用，稱為「中層理論」（Middle Range Theory）

新考古學還有很多重要的概念，像麥可·希弗（Michael Schiffer）提出的「形成過程」（Formation Process），重視遺物從製造到進入考古學家桌上的過程，已經經過多次概念和實質上的轉換，因此考古學者看到的材料和原本的材料在性質上已有一定的差距。新考古學當然有很多的問題存在，不過它仍然主宰了1960-90年代美國的考古學主流。

## 文化歷史考古學與反思
在20世紀初的考古學，基本上以文化歷史考古學派作為主流的考古學派，文化歷史考古學家認為人類文化的特點可以從他們的器物當中觀察出來。正如著名的考古學家戈登·柴爾德認為「大部份文化是根據少數具有鑒定特徵的器物所定義。從不同類型的器物中，找出屬於它們的功能並賦予它們的歷史意義。」
過程考古學興起的重要條件在於技術的進步。換言之，在沒有碳十四絕對年代測定之前，傳統考古學家能從遺址，考古遺物中獲取的訊息是十分有限的。
傳統考古學家們在論述史前史的時候，主要從考古遺物或重大考古遺址獲得文化認同。並且希望建構一套清晰的文化年代並用於搭建國家的史前史，用來解釋它們自身文化的起源與變遷。考古學在民族主義的影響之下，對於文化起源的論述是極為偏頗的，當然也涉及考古學家對考古記錄的價值判斷。從考古學家的記錄當中，討論有關文化變遷都被歸於一個群體向其他群體的思想傳播，或一批人群取代另一批人群及其文化的遷移。
甚至有偏激的文化歷史考古學家認為文化或文明起源只在歷史上發生過一次，在此之後各地的文化都是依靠傳播而來的。所以考古學家看待文化的差異，看成某一民族向外擴張其文化。但面對世界各地的文化差異，則看成文化向外傳播的連續性，也就是如果一個地區持續受文化傳播的影響，那麼它跟文化起源地具有很大的相似性。反之，如果該地區的文化跟文化起源地有很大的差異性，它就是曾有部份的時間沒有受到文化的傳播。不管怎樣，受種族主義影響之下的考古學家對文化的內涵都沒有得到正確的認識。
在一次世界大戰之後，種族主義並不再流行。但著重器物、物質研究的熱情並沒有減退。傳統考古學學家只著重尋找特別類型的器物，其實特別類型的器物不能直接代表文化本身，因為它有可能是偶然產生的結果。文化歷史考古學家面對考古遺存，往往把遺存的細微訊息都忽略掉，因為文化歷史考古學家需要從這些顯著的物質中賦予其歷史意義，並且認為這些特別的器物能夠代表文化本身。
人類的物質文化不是文化本身，物質文化只是文化其中的體現而已。我們不能忽略物質背後的作用，更何況考古材料本身無法告訴我們過去的事實，需要擺脫過去直觀的因素，不能只看物質本身，要對文化有一個全盤的認識。沃爾特‧泰勒甚至批評「傳統考古學家好像是專注尋找陶片、器物的古物學家而不是專注了解人類的行為。」

## 過程主義考古學理論、實際應用與局限
自從上世紀40-60年代，考古學界雖然檢討了文化—歷史考古學不足的地方，並且呼籲考古學家應該從多個角度來檢視人類的所有行為。
考古學家必需意識到文化系統的組成部份應該由生存經濟、人口規模和聚落形態的變遷來考量。
考古學家開始關注環境的重要性，並且推動了聚落考古學的發展。
路易斯·賓佛他自己對於文化的定義又有全新的見解，他認為文化是適應過來的產物。文化—可以從對自然環境波動、人口壓力及鄰近文化系統競爭的適應性調節來解釋。換言之，賓彿重視的是人類在社會當中的互動關系，只需要弄清楚人類在環境當中如何適應社會即能理解文化變遷。
路易斯·賓佛提出一套「中程理論」(Middle Range Theory) 為幫助考古學進行推理機制。而中程理論所推理的機制，觀察動力之間的相互作用，即考古材料是如何變為今日我們所看到的。形成考古材料的動力有可能是來源物理(土壤、空氣、水)、生物(動植物)、文化(其他文化)因素影響而成。他們對於考古材料的判斷著重在為甚麼使用這些器物，這些器物一定有它的功能來應對社會變遷。
過程考古學對考古學最重要的影響則是將考古學由僵化的文化歷史考古學進行反思，並且將考古學從歷史中抽離，應以人類的行為為主軸，重視科學方法。